# Alta tensión (programa de televisión español)
Alta tensión es un concurso de televisión de cultura general emitido en España, resultante de la adaptación del concurso estadounidense de la década de 1980 Wipeout. Durante una etapa se le denominó Tensión sin límite debido a una disputa legal entre diferentes productoras y en 2024, para su etapa en las cadenas autonómicas, se tradujo a Alta tensió para su emisión en À Punt.

## Historia

### Primeros años en Antena 3 y Cuatro
Basado en el formato estadounidense Wipeout –que se había exportado a otros países–, se estrenó en Antena 3 en la temporada 1998-1999, presentado por Constantino Romero. Se mantuvo dos temporadas hasta que la irrupción de 50×15 hizo que el programa empezara a decaer en audiencia y al llegar el verano del 2000 terminó siendo retirado de la programación para ser sustituido por Pasapalabra, puesto que iba a ocupar su lugar en la programación.
Tras un lapso de seis años, pasó a ser presentado por Luis Larrodera en Cuatro (2006-2008). Fue retirado tras también dos años por otra reestructuración de la programación y los problemas con la productora Gestmusic, quienes produjeron el concurso en ambas etapas.

### Etapa en Veo7 como "Tensión sin límite"
En 2011, el concurso cambia de productora pasando a ser producido por la productora Coral Europa. Desde enero de 2011 fue presentado por Ivonne Reyes en Veo 7, bajo el título de Tensión sin límite debido a diversos problemas legales con los derechos del nombre Alta tensión, que seguía siendo propiedad de Gestmusic. Esta nueva versión del programa fue cancelada por baja audiencia tras emitir tan solo 31 programas en febrero de 2011. El 14 de marzo de 2011, la cadena Veo Televisión decide recuperar el formato en su horario habitual, pero deciden cancelarlo de nuevo el 24 de marzo dejando más de 50 programas grabados sin emitir.

### Etapa en Mediaset
A finales de junio de 2021 se confirmó su regreso a la programación televisiva, esta vez bajo la tutela de Fénix Media Audiovisual (la productora de Christian Gálvez, que se convirtió en su presentador) y se emitió en Telecinco entre el 2 de agosto y el 10 de septiembre de 2021. Así, durante cinco semanas se emitió en el access prime time liderando en todas las ocasiones su franja de emisión. A partir del lunes 6 de septiembre a emitirse de 20:00 a 21:00 para competir contra Pasapalabra. Sin embargo, sus bajos índices de audiencia propiciaron una semana después su traslado a Cuatro, donde ya se había transmitido entre 2006 y 2008, esta vez de 12:45 a 13:45 hasta que se acaben los programas por emitir. El 2 de noviembre de ese mismo año, se confirmó que iba a haber una nueva temporada y que han empezado las nuevas grabaciones. El 30 de mayo de 2022, Alta Tensión cambia de horario de 15:00 a 15:50 de la tarde, siendo En boca de todos el programa que ocupa la hora que ocupaba anteriormente el concurso. El 24 de julio de 2022, se empieza a emitir en el prime time de los domingos de Cuatro una edición veraniega del concurso, tomando el hueco dejado por Cuarto milenio durante el verano. El cambio de horario a la 15:00 hizo bajar considerablemente al programa cayendo hasta el 3,6% de cuota de audiencia. Finalmente, el programa se despidió el 31 de octubre de 2022, debido a sus bajas audiencias y el nuevo proyecto que conduciría Christian Gálvez para las tardes de Telecinco sería el concurso 25 palabras.

### Etapa en À Punt y Telemadrid
Más de un año después de la finalización del programa por las cadenas de Mediaset, Fénix Media Audiovisual, la productora encargada del formato en su anterior etapa, vende sus derechos para que se siguieran produciendo nuevas entregas para las cadenas autonómicas À Punt, la cual sería presentada por el actor Nelo Gómez, y para Telemadrid, aunque esta última ha demorado su anuncio de estrenarse anunciando en diciembre que la versión madrileña se estrenaría el 20 de enero de 2025, y siendo su presentador Iñaki Urrutia. La versión valenciana de Alta Tensión empezó a emitirse en la cadena el 12 de febrero de 2024. Desde el 20 de abril hasta el 1 de junio de 2024, À Punt emitió en el prime time de los sábados una serie de seis entregas especiales en las que participaban famosos como Llum Barrera, J. J. Vaquero o Arkano.Tras algo más de 100 entregas emitidas, la versión valenciana del concurso finalizó el 12 de julio de 2024 (si bien se hizo una reposición a partir de enero de 2025 con la esperanza de generar interés en que la autonómica valenciana les pidiera nuevos programas). Mientras, la versión madrileña del concurso empezó a emitirse en la cadena autonómica el 20 de enero de 2025, ocupando el espacio del programa Juntos, a las 21:30, después del TeleNoticias 2, y pausó sus emisiones el 13 de febrero del mismo año con tan solo 16 entregas emitidas, reanudandolas el 22 de abril con nuevo horario, las 17:30, justo antes de Madrid Directo.

## Presentadores
| Cadena                 |               |               |               |               |               |               |               |              |              |              |             |
| Etapas                 | Primera etapa | Primera etapa | Primera etapa | Segunda etapa | Segunda etapa | Segunda etapa | Tercera etapa | Cuarta etapa | Cuarta etapa | Quinta etapa | Sexta etapa |
| Años                   | 1998          | 1999          | 2000          | 2006          | 2007          | 2008          | 2011          | 2021         | 2022         | 2024         | 2025        |
| ---------------------- | ------------- | ------------- | ------------- | ------------- | ------------- | ------------- | ------------- | ------------ | ------------ | ------------ | ----------- |
| Christian Gálvez       |               |               |               |               |               |               |               |              |              |              |             |
| Nelo Gómez             |               |               |               |               |               |               |               |              |              |              |             |
| Luis Larrodera         |               |               |               |               |               |               |               |              |              |              |             |
| Ivonne Reyes           |               |               |               |               |               |               |               |              |              |              |             |
| Constantino Romero (†) |               |               |               |               |               |               |               |              |              |              |             |
| Iñaki Urrutia          |               |               |               |               |               |               |               |              |              |              |             |

## Formato
Cada panel tiene una temática concreta y los concursantes deben ir seleccionando las opciones que creen que están relacionadas. Tras la respuesta de las casillas, puede haber dos opciones:
- Una bombilla encendida, que conlleva una respuesta correcta y es la que hace sumar el dinero.
- Una bombilla que se rompe, que conlleva una respuesta incorrecta. Hace perder el turno, y en algunas rondas, también el dinero.

Por otro lado, en algunos paneles aparece un comodín en una de las respuestas correctas. Este puede ser utilizado por el concursante en el caso de marcar una afirmación falsa para conservar el dinero, aunque no el turno. Hay concursantes que también prefieren quedarse con el comodín en vez que con el dinero, sobre todo si quedan muchos paneles por delante. Asimismo, en la última etapa, si el concursante llega al panel final con comodines, se le suma más tiempo para resolverlo.

## Mecánica

### Mecánica actual
Con el regreso del concurso en 2021, hubo cambios notables con respecto a las etapas anteriores. En primer lugar, ya no había tres concursantes diferentes cada programa, sino cuatro, permaneciendo tres de ellos en el siguiente programa y el cuarto es eliminado tras ocupar el Farolillo Rojo. En segundo lugar, ya no se acumula dinero para llevárselo, sino que se acumula para un bote, inicialmente de 50.000 euros, que sólo se llevará el ganador del duelo entre finalistas; pero a cambio, los tres que permanezcan cada programa consiguen ganar un premio en metálico (el ganador del día se lleva 1.000 euros (100 euros en la etapa en las autonómias) y los otros dos se llevan 100 euros).
La mecánica del concurso consta de ocho rondas:

#### Rondas actuales
A partir del 9 de noviembre de 2021, la mecánica del programa se actualiza y, con ello, se reformulan o retiran algunas de las rondas y siendo sustituidas por otras nuevas o con una nueva mecánica.

##### Ronda de Repesca
El concursante que haya terminado en el Farolillo Rojo en el programa anterior, se enfrenta a una posibilidad de repesca si la supera. A éste se le presenta un panel con 9 casillas, 7 correctas y 2 incorrectas. El concursante tiene 45 segundos para dar con las 7 casillas correctas antes de que se termine el tiempo. Si da con todas ellas, vuelve al programa siguiente pero, si durante ese tiempo, el concursante da con las dos casillas incorrectas quedará expulsado y será sustituido por un nuevo concursante.

##### ¡A por Todas!/A per Totes!
Es el panel tradicional de 16 casillas con 10 respuestas correctas y 6 incorrectas, solo que aquí no hay progresión en la recompensa por acertar y los concursantes no responden cuantas respuestas quieran, sino que lo hacen por turnos. Debajo del panel se esconde una imagen que se irá desvelando poco a poco conforme se va contestando correctamente las casillas. Cada acierto supone 100 euros (10 euros en la etapa en las autonómicas) que si sobreviven sirven para acumularlos en el bote, si se falla se pierde lo acumulado. Si se descubren las incorrectas antes de las correctas todos los marcadores se van a 0 (a veces se hace como estrategia para evitar el Farolillo Rojo o por despiste). Cada vez que un concursante da con una casilla correcta, se le da la oportunidad de adivinar la imagen que se esconde detrás del panel, pero solo una vez. Si el concursante adivina de que se trata la imagen, gana el comodín. A partir del programa emitido el 5 de abril de 2022, si un concursante se arriesga y no adivina la imagen, se le restarán 100 euros (10 euros en la etapa en las autonómicas) del marcador. La ronda no termina hasta que se den con las 10 casillas correctas del panel. Al final de la ronda se ordenan los concursantes de acuerdo con lo obtenido en la ronda. Para el bote se pueden acumular hasta 1000 euros.

##### ¡Esa me Suena!/Aquesta em Sona!
Panel de 12 casillas con 8 de ellas correctas. La temática es de índole musical. Se escuchan trozos seguidos de ocho canciones (puede ser de un artista o grupo, de una canción o de otra temática relacionada con la música) y los concursantes deben acertar dichas canciones reflejadas en el panel. El modo de juego es el mismo que en el primer panel, a excepción de que sí se puede contestar de manera seguida las respuestas. También se puede obtener otro comodín en esta fase. Al final de la ronda nuevamente se ordenan los concursantes de acuerdo con lo obtenido en las dos rondas. El tope para el bote es de 800 euros.

##### Fíjate Bien/Fixa't Bé
Ronda recuperada para la etapa en las autonómicas. Los concursantes ven una galería de imágenes de las cuales 10 se repiten 2 veces. La misión de los concursantes es adivinar en el panel las imágenes que se repiten, un total de 10 en un panel de 16 casillas. Cada respuesta vale 100 euros (10 euros en la etapa en las autonómicas) y también se puede contestar consecutivamente las respuestas, hasta el programa del 5 de abril de 2022, cuando adquiere la mecánica del ¡A por todas!, en la cual los concursantes responden por turnos. Tras esta fase, se colocan nuevamente a los concursantes acuerdo a lo acumulado por cada uno hasta ese momento. Se pueden añadir al bote hasta 1.000 euros. Esta prueba fue rescatada para los programas especiales de verano.

##### La Bombilla Caliente/Curtcuircuit
Introducida el 5 de abril de 2022, esta ronda tiene varios paneles. En el primero juegan el concursante del primer atril contra el concursante del cuarto atril y en el segundo el concursante del segundo atril contra el concursante del tercer atril. Los dos concursantes se enfrentan a un panel de 12 casillas con 8 respuestas correctas que deberán ir acertando uno a uno hasta que uno de los dos falle. En caso de empate, ya que ambos concursantes han dado con todas las casillas correctas, puede ocurrir dos situaciones. Si uno de los concursantes tiene un comodín, este puede utilizarlo para ganar el panel. Pero, si el concursante no quiere gasta el comodín o ninguno de ellos tiene uno, se les presentará un nuevo panel en el que volverán a jugar hasta que uno de ellos salga vencedor. Una vez resueltos los dos primeros paneles y con dos de los concursantes eliminados, los ganadores de los anteriores se enfrentan a un panel final con la misma mecánica y del que solo puede quedar uno. El ganador de la ronda se lleva 500 euros (25 euros en la etapa en las autonómicas) y el finalista se lleva 100 euros (10 euros en la etapa en las autonómicas), acumulando 600 euros al bote (35 euros en la etapa en las autonómicas)

##### Busca Pareja/Busca Parella
Es la ronda eliminatoria. En ella, el objetivo es hacer ocho parejas que, a medida que se desvelen, su recompensa decrecerá: las dos primeras parejas valen 400 euros (anteriormente 500 y 25 euros en la etapa en las autonómicas), las dos siguientes 200 (antes 300 y 15 euros en la etapa en las autonómicas), las siguientes dos 100 euros (antes 200 y 10 en la etapa en las autonómicas) y las dos últimas 100 euros (5 euros en la etapa en las autonómicas). A diferencia de las rondas anteriores los fallos no penalizan monetariamente pero sí en turno. Es la ronda que más aporta al bote, ya que de seguro se incrementa en 1.600 euros (antes 2.200). Al final de la ronda, el concursante que termine en el Farolillo Rojo pasa a la ronda de repesca del siguiente programa donde se juega su vuelta al concurso. El tercer clasificado volverá el siguiente programa y gana 100 euros, pero su participación del día termina en ese momento, puesto que serán los dos concursantes con más aportación al bote los que disputen la quinta ronda.

##### Cara a Cara
Aquí, los dos concursantes con mayor dinero acumulado se enfrentan por pasar al panel final. Se propone un panel de doce temas y empieza el que más ha acumulado en el día por el tema de la esquina superior izquierda del panel. Si contesta correctamente su pregunta, se iluminará una bombilla de su color (amarillo o rosa), pero si se equivoca el contrincante tendrá posibilidad de rebote, pero si se equivoca, este tema quedará pendiente para una segunda vuelta. El primero que consiga iluminar con su color 7 de las casillas será quien juegue la ronda final, mientras que el otro concursante volverá el siguiente día con 100 euros ganados de premio. Si tras las 12 preguntas existe un empate a 6, se procederá a una ronda de desempate (conocido como Jaque Mate y Tensió Màxima en la edición valenciana); en el momento en el que uno acierte su pregunta y el otro falle la suya, el de la respuesta correcta pasará a la ronda final.

##### El Minuto Diabólico/El Minut Diabòlic
La ronda final consta de 3 paneles diferentes que el ganador del día debe resolver en 60 segundos para poder ganar el bote. El tiempo se puede incrementar a 65 segundos si el concursante acumula 1 comodín, y 75 segundos si acumula 2 comodines. En el primer panel se deben descubrir 2 repuestas entre 4 casillas, en el segundo 5 de 9 (anteriormente 4 de 8) y en el tercero 8 de 15 (antes 7 de 12). El concursante debe correr a la pantalla, tocar las casillas que crea que son acertadas y volver para darle al pulsador y comprobar si sus respuestas son las correctas. Si al pulsar, no están todas las respuestas correctas marcadas, el concursante deberá realizar esto mismo hasta que de con todas las respuestas correctas. Cada vez que resuelva un panel, se detendrá el tiempo para que aparezca el siguiente, ya que la temática del panel irá cambiando. Si el concursante logra resolver los tres paneles dentro del tiempo, ganará el bote; si no, ganará mil euros y volverá a intentarlo el próximo programa.

#### Rondas anteriores

##### ¡A por Todas!
Es el panel tradicional de 16 casillas con 10 respuestas correctas y 6 incorrectas, solo que aquí no hay progresión en la recompensa por acertar y los concursantes no responden cuantas respuestas quieran, sino que lo hacen por turnos. Cada acierto supone 100 euros que si sobreviven sirven para acumularlos en el bote, si se falla se pierde lo acumulado, a menos que se obtenga un comodín (simbolizado como un rayo dorado detrás de un acierto). Si se descubren las incorrectas antes de las correctas todos los marcadores se van a 0 (a veces se hace como estrategia para evitar el Farolillo Rojo). Al final de la ronda se ordenan los concursantes de acuerdo con lo obtenido en la ronda. Para el bote se pueden acumular hasta 1000 euros.

##### Por Orden
Se trataba de un panel de 12 respuestas en el cual el objetivo era contestar las respuestas según el criterio de ordenación que dictase el enunciado del panel. Cada respuesta valía 100 euros y también se podía contestar consecutivamente las respuestas. El panel se acababa cuando se habían contestado en orden las respuestas y los concursantes son colocados después con respecto a lo obtenido en las tres rondas. Hasta 1.200 euros se pueden agregar al bote.

##### El Minuto Diabólico
El concursante ganador del día disponía 45 segundos (a partir del sexto programa, ya que antes eran 60) para descubrir, en un panel de 15 casillas, las ocho respuestas correctas. El tiempo se podía incrementar a 50 segundos si el concursante acumula un comodín, y 60 segundos si acumula 2 comodines. Debía marcar las que creía que lo son, consultar el número de aciertos mediante el pulsador, y si no las tiene todas puede ir yendo y viniendo hasta que lo consiga; en ese caso, se llevará el bote acumulado; pero si al término del tiempo no lo logra, ganará 1.000 euros y tendrá la oportunidad de lograrlo el siguiente día.

### Mecánica anterior
En las épocas anteriores, el juego lo conformaban tres jugadores que competían entre sí, para ganar la mayor cantidad de dinero posible. El mejor premio del concurso era un coche, por el que solo podía jugar un concursante después de pasar una ronda de dos o tres paneles entre dos participantes.
El juego se dividía en tres rondas y dos eliminatorias:

#### Primera ronda
La primera ronda consiste en tres paneles de dieciséis casillas cada uno, con diez respuestas correctas y seis incorrectas. Los dos concursantes que consiguen mayor premio monetario, se clasifican a la siguiente ronda, mientras que el tercero queda eliminado y gana el dinero que hubiese acumulado.
En el caso de que haya un empate con o sin dinero entre alguno de los concursantes, se realiza un cuarto panel de desempate de doce casillas con seis respuestas correctas y otras seis incorrectas donde cada concursante dice una casilla y el primero que falle abandona el programa quedándose clasificado para la siguiente ronda el otro concursante.
En las etapas del programa, la cantidad del premio fue diferente:
- En la de Antena 3 hubo dos partes; entre 1998 y 1999, la cantidad aumentaba de 5.000 en 5.000 pesetas (de 5.000 a 50.000) ; mientras que en el 2000 las cantidades se multiplicaban de 15.000 en 15.000 en el primer panel (15.000 a 150.000), de 20.000 en 20.000 en el segundo (20.000 a 200.000) y de 25.000 en 25.000 en el tercero (25.000 a 250.000). Además, durante el ciclo 98 - 99, había posibilidad de ganar premios materiales que no se perdían aunque se fallase, tales como relojes, agendas electrónicas, bicicletas, móviles, viajes al Caribe.
- En la primera etapa de Cuatro, desde mediados de 2007, el dinero aumentaba de 100 euros en 100 euros (desde 100 euros a 1000 euros) y en el último panel de la ronda, el dinero aumentaba de 200 en 200 euros (desde 200 euros a 2000 euros); mientras que antes de verano de 2007, la cantidad era justo la mitad (de 50 en 50 en los dos primeros paneles y de 100 en 100 en el último).
- En la etapa de Veo, en los tres paneles el dinero aumentaba de 10 euros en 10 euros (desde 10 euros hasta 100 euros).

#### Segunda ronda
La segunda ronda consiste en dos paneles (o tres) de doce casillas cada uno, con ocho respuestas correctas y otras cuatro incorrectas. en esta ronda, los concursantes ya no juegan por el dinero que habían acumulado, porque ya lo tienen asegurado. Se juega por el número de paneles ganados. El primer jugador que gana dos paneles, pasa a la final mientras que el otro queda eliminado y consigue el dinero acumulado anteriormente.
Los concursantes deciden que cantidad de casillas son capaces de acertar, hasta que un concursante dice que no es capaz de acertar más y cede el panel a su compañero. El concursante que ha dicho que va a contestar ese número de respuestas, tiene que acertarlas para llevarse el panel, aunque no responda a todas las respuestas correctas del panel. Si falla una, pasa a su compañero que con tan solo acertar una gana el panel, pero si falla, el otro concursante vuelve a intentar terminar de acertar el número de respuestas que había dicho que era capaz de acertar para llevarse el panel.
El concursante que acierte dos paneles, pasa a la ronda final.

#### Ronda final
En la ronda final, además de ganar el dinero que había acumulado el concursante, puede jugar por un coche. Lo que debe hacer para ganarlo es señalar las siete respuestas correctas en un panel de doce casillas. A diferencia de los demás, en este, el concursante dispone de un límite de 60 segundos para resolverlo, y debe señalar manualmente en una pantalla táctil las casillas que cree que son correctas además de pulsar un botón después para comprobar las respuestas correctas. Si acierta las siete antes de que se acabe el tiempo, el coche es suyo. A lo largo de la historia del programa, el coche fue cambiando frecuentemente de modelo, llegándose a ofrecer coches como el Mazda 323, el Peugeot 106, el Toyota Yaris, un Nissan Micra o un Fiat Grande Punto, entre otros.
En el 2000, cuando estaba en Antena 3, el panel final tenía como recompensa aspirar a un bote, inicialmente de 5.000.000 de pesetas y, en lugar de jugar contra el reloj, el concursante respondía una a una las respuestas del panel, que también tenía 12 opciones, 7 de ellas correctas. Si acertaba su premio ascendía, pero si fallaba ganaba la cantidad inferior a la que había conseguido en el panel final. Tenía también la opción de plantarse y cada tres aciertos le era desvelada una opción incorrecta. La escalera de premios era:
- 1 acierto, 50.000
- 2 aciertos, 100.000
- 3 aciertos, 250.000 y un fallo revelado
- 4 aciertos, 500.000
- 5 aciertos, 1.000.000
- 6 aciertos, 2.500.000 y otro fallo revelado
- 7 aciertos, el bote acumulado (inicialmente de 5.000.000, aumentado en 250.000 pesetas cada programa que pasa sin resolverse el panel completo)

## Especiales con famosos enÀ Punt
En 2024, se emitieron especiales con famosos en el prime time de los sábados de À Punt presentados por Nelo Gómez.
| Programas emitidos | Programas emitidos | Programas emitidos | Programas emitidos | Programas emitidos | Programas emitidos | Programas emitidos | Programas emitidos | Programas emitidos |
| ------------------ | ------------------ | ------------------ | ------------------ | ------------------ | ------------------ | ------------------ | ------------------ | ------------------ |
| N.º                | Fecha de emisión   | Concursantes       | Concursantes       | Concursantes       | Concursantes       | Audiencia          | Share              |                    |
| 1                  | 20/04/2024         | Carolina Ferre     | Enrique Arce       | Llum Barrera       | Pere Aznar         |                    | 1,8%               |                    |
| 2                  | 27/04/2024         | Mamen García       | J. J. Vaquero      | Saray Cerro        | Jandro             |                    | 2,3%               |                    |
| 3                  | 04/05/2024         | Fele Martínez      | Elisa Lledó        | Cristina Rodríguez | J. J. Vaquero      |                    |                    |                    |
| 4                  | 11/05/2024         | Octavi Pujades     | Àlex Blanquer      | Llum Barrera       | Arkano             |                    | 1,1%               |                    |
| 5                  | 18/05/2024         | Luis Miguel Seguí  | Marta Belenguer    | Saray Cerro        | Enrique Arce       |                    |                    |                    |
| 6                  | 01/06/2024         | Laura Pamplona     | Fele Martínez      | Nani Jiménez       | Lluís Cascant      |                    |                    |                    |

## Récords del programa (etapas en Mediaset y las autonómicas)

### Histórico de botes entregados
- Josué Cuadros, 693 000 € (21 de marzo de 2022, etapa en Cuatro)
- Paco de Benito, 67 400 € (4 de agosto de 2021, etapa en Telecinco)
- Ángel Olaso, 15 205 € (15 de abril de 2024, etapa en À Punt)

### Mayor permanencia (más de 30 programas)
- Isabel "Isa" Losada, 119 programas
- Jaime Munaret, 107 programas
- Jorge Sosa, 64 programas
- Enoc Altabás, 55 programas (À Punt)
- Roser Domènech, 54 programas
- Antonio Liunyang, 45 programas (À Punt)
- Israel Díez, 44 programas
- Cristina Giménez "Quicky", 44 programas
- Clara Herrero, 40 programas
- Abigail "Abby" Palacios, 38 programas (À Punt)
- Reinier Mena, 35 programas
- Josué Cuadros, 31 programas
- Bárbara Del Fresno, 30 programas

## Participación de telespectadores y comercialización del programa
En las dos primeras etapas en Antena 3 y Cuatro, los espectadores del programa tenían la oportunidad de enviar propuestas de paneles para que el programa los utilizase:
- En la época de Antena 3, los espectadores podían enviar sus propuestas por correo tradicional y se les recompensaba con productos derivados del programa. En esos años, Alta Tensión sacó al mercado varios discos recopilatorios como "Damas de la Canción" o dos volúmenes de "Clásicos Básicos", los cuales eran las recompensas por enviar paneles al programa. Además, se le daba la oportunidad desde casa a un telespectador por vía telefónica de concursar por un televisor por auspicio del patrocinador del programa.
- En la primera etapa de Cuatro, cada día daban la oportunidad a los espectadores de enviar un panel por correo electrónico que saldría en el programa. Todos los espectadores que enviaban un panel recibían de regalo un reloj de pulsera con el logotipo de Alta Tensión.

## Audiencias
| Edición                              | Fecha     | Cadena     | Espectadores | Cuota de pantalla |
| ------------------------------------ | --------- | ---------- | ------------ | ----------------- |
| Alta tensión: primera temporada      | 1998      | Antena 3   | 2 197 000    | 27,9%             |
| Alta tensión: segunda temporada      | 1999      | Antena 3   | 2 097 000    | 24,8%             |
| Alta tensión: tercera temporada      | 2006      | Cuatro     | 434 000      | 5,8%              |
| Alta tensión: cuarta temporada       | 2007-2008 | Cuatro     | 578 000      | 7,1%              |
| Tensión sin límite: quinta temporada | 2011      | Veo7       | 43 000       | 0,3%              |
| Alta tensión: sexta temporada        | 2021      | Telecinco  | 1 327 000    | 11,1%             |
| Alta tensión: sexta temporada        | 2021-2022 | Cuatro     | 228 000      | 3,6%              |
| Alta tensión: especial verano        | 2022      | Cuatro     | 424 000      | 4,3%              |
| Alta tensión: séptima temporada      | 2024      | À Punt     |              | 1,6%              |
| Alta tensió: especial famosos        | 2024      | À Punt     |              | 1,7%              |
| Alta tensión: octava temporada       | 2025      | Telemadrid | 57 000       | 3,3%              |